# هاري ييتس
هاري ييتس (بالإنجليزية: Harry Yates)‏ (1 يناير 1861 بوالسال في المملكة المتحدة - 1 يناير 1932) هو لاعب كرة قدم بريطاني (وحمل سابقاً جنسية المملكة المتحدة لبريطانيا العظمى وأيرلندا) في مركز الدفاع. لعب مع أستون فيلا ونادي والسول.